# Amanda (singel)
Amanda – ballada rockowa zespołu Boston, wydana w 1986 roku jako singel promujący album Third Stage.

## Powstanie
Piosenka została napisana przez Toma Scholza. Jest to wyznanie miłosne, w którym podmiot liryczny oświadcza kobiecie po raz pierwszy, że ją kocha. Imię Amanda zostało wybrane z uwagi na to, że jest rytmiczne w zestawieniu z tekstem. Prace nad piosenką rozpoczęły się w 1980 roku, kiedy to Boston podjął pierwsze prace nad swoim trzecim albumem.
W utworze Scholz zagrał na dwunastostrunowej gitarze akustycznej, wykorzystując ponadto różne efekty, aby gitara przypominała w brzmieniu syntezator. Natomiast partie wokalowe Brada Delpa zostały nagrane dwukrotnie.

## Wydanie i odbiór
W roku 1984 do stacji radiowych wyciekła bootlegowa kopia utworu. Dwa lata później piosenka została wydana na singlu, pierwszym singlu Boston od 1978 roku. Stronę B stanowił utwór „My Destination”.
Piosenka cieszyła się popularnością szczególnie w Ameryce Północnej, zajmując pierwsze miejsce w Kanadzie i Stanach Zjednoczonych. Była to jedyna piosenka Boston, która zajęła pierwsze miejsce na liście Hot 100. Ponadto z uwagi na fakt, że do utworu nie nakręcono teledysku, „Amanda” była ostatnią piosenką numer jeden na liście Hot 100 w historii, która nie miała teledysku.
| Lista             | Pozycja | Źródło |
| ----------------- | ------- | ------ |
| Holandia          | 22      | [ 6 ]  |
| Kanada            | 1       | [ 4 ]  |
| Niemcy            | 46      | [ 6 ]  |
| Norwegia          | 10      | [ 6 ]  |
| Nowa Zelandia     | 32      | [ 6 ]  |
| Południowa Afryka | 29      | [ 7 ]  |
| Stany Zjednoczone | 1       | [ 5 ]  |
| Szwajcaria        | 12      | [ 6 ]  |